# A Trick of the Tail
Az 1976-os A Trick of the Tail a Genesis hetedik stúdióalbuma. Ez volt a zenekar első olyan albuma, amelyen nem szerepelt Peter Gabriel, helyette az együttes dobosa, Phil Collins énekelt. Az Egyesült Királyságban a lemezlista 3. helyéig jutott, és aranylemez lett. Ez volt az első olyan Genesis-lemez, melyen minden számnál külön megjelölték a szerzőket.

## Az album dalai
1. Dance on a Volcano – 5:55 (Rutherford, Banks, Hackett, Collins)
2. Entangled – 6:27 (Hackett, Banks)
3. Squonk – 6:29 (Rutherford, Banks)
4. Mad Man Moon – 7:36 (Banks)
5. Robbery, Assault and Battery – 6:16 (Banks, Collins)
6. Ripples... – 8:06 (Rutherford, Banks)
7. A Trick of the Tail – 4:35 (Banks)
8. Los Endos – 5:46 (Collins, Hackett, Rutherford, Banks)

## Közreműködők
- Phil Collins – ének, vokál, dob, ütőhangszerek
- Steve Hackett – elektromos gitár, 12 húros gitár
- Mike Rutherford – basszusgitár, basszuspedál, 12 húros gitár, vokál
- Tony Banks – zongora, szintetizátor, hammond orgona, mellotron, 12 húros gitár, vokál